# Germania (Zeitschrift)
Germania. Anzeiger der Römisch-Germanischen Kommission des Deutschen Archäologischen Instituts ist eine der führenden deutschen archäologischen Fachzeitschriften. Sie wird von der Römisch-Germanischen Kommission des Deutschen Archäologischen Instituts herausgegeben. Die Zeitschrift erscheint seit 1917 und enthält Aufsätze und kleine Mitteilungen zur Archäologie Alteuropas sowie Rezensionen auf Deutsch, Englisch und Französisch. Die veröffentlichten Beiträge werden einem Peer Review durch externe Gutachter unterzogen.

## Geschichte
Bereits 1894/1895 gab es eine Zeitschrift namens Germania. Diese Zeitschrift geht auf Aktivitäten des Münchner Archivars Christian Meyer zurück, der in diesen Jahren die Monatsschrift Germania. Illustrierte Monatsschrift für Kunde der deutschen Vorzeit. Zeitschrift für deutsche Kulturgeschichte herausgab. Die ersten 6 Hefte erschienen im Verlag P. Friesenhahn in Leipzig, danach übernahm der Verlag von Walter Niemann (Leipzig und Magdeburg) die nächsten Hefte.
Die heutige Zeitschrift Germania hat jedoch nichts mit dieser Zeitschrift zu tun. Sie erschien ab 1917 zunächst unter dem Titel Germania. Korrespondenzblatt der Römisch-Germanischen Kommission mit Beiträgen zur Archäologie in Deutschland und Mitteleuropa als Zeitschrift der Römisch-Germanischen Kommission, ab 1936 unter dem Titel Germania. Anzeiger der Römisch-Germanischen Kommission.

## Erscheinungsverlauf
Von Band 1, 1917 bis Band 27, 1943 erschien die Zeitschrift in jährlich vier Heften, wobei Heft 3/4, 1943 kriegsbedingt erst 1949 publiziert wurde, der Band 28, 1944–1950 im Jahr 1950. Seit Band 29, 1951 erschien die Zeitschrift wieder regelmäßig in vier Heften pro Jahr, teilweise als Doppelhefte. Ab Band 93, 2015 erscheint die Zeitschrift in einem Band pro Jahr (auf dem Titelblatt jedoch weiterhin als „1.–2. Halbband“ bezeichnet).
1993–1994 wurde in zwei Beiheften der Zeitschrift die Zugänge des Sachkatalogs der Bibliothek der Römisch-Germanischen Kommission der Jahre 1992 und 1993 veröffentlicht.

## Verlag
Die Zeitschrift erschien in folgenden Verlagen:
- 1917–1920 Jos. Baer & Co., Frankfurt am Main
- 1921–1931 C. C. Buchner, Bamberg
- 1932–1975 Walter de Gruyter, Berlin
- 1976–2014 Verlag Philipp von Zabern, Mainz (ab 2010 Darmstadt)
- 2015–2018 Verlag Henrich Editionen, Frankfurt am Main
- ab 2019 Gebr. Mann Verlag, Berlin

## Open Access
Seit dem Jahr 2017 erscheint die Zeitschrift Germania neben der Printausgabe parallel im Open Access bei den Propylaeum-eJournals, die von der Universitätsbibliothek Heidelberg gehostet werden. Die früheren Jahrgänge werden sukzessive online gestellt. Seit August 2024 erscheint die Germania auch in einer Early-View-Ausgabe.